# Чичканка (деревня)
Чичканка — деревня в Усть-Таркском районе Новосибирской области. Входит в состав Угуйского сельсовета.

## География
Площадь деревни — 36 гектаров.

## Население
| 2002 | 2007 | 2010 |
| ---- | ---- | ---- |
| 121  | ↘85  | ↘80  |

## Инфраструктура
В деревне по данным на 2007 год функционируют 1 учреждение здравоохранения и 1 учреждение образования.